# Tipula huanca
Tipula huanca är en tvåvingeart som beskrevs av Alexander 1945. Tipula huanca ingår i släktet Tipula och familjen storharkrankar.
Artens utbredningsområde är Peru. Inga underarter finns listade i Catalogue of Life.